# Rue de la Grande-Truanderie
La rue de la Grande-Truanderie est une voie, ancienne, du 1er arrondissement de Paris, en France.

## Situation et accès

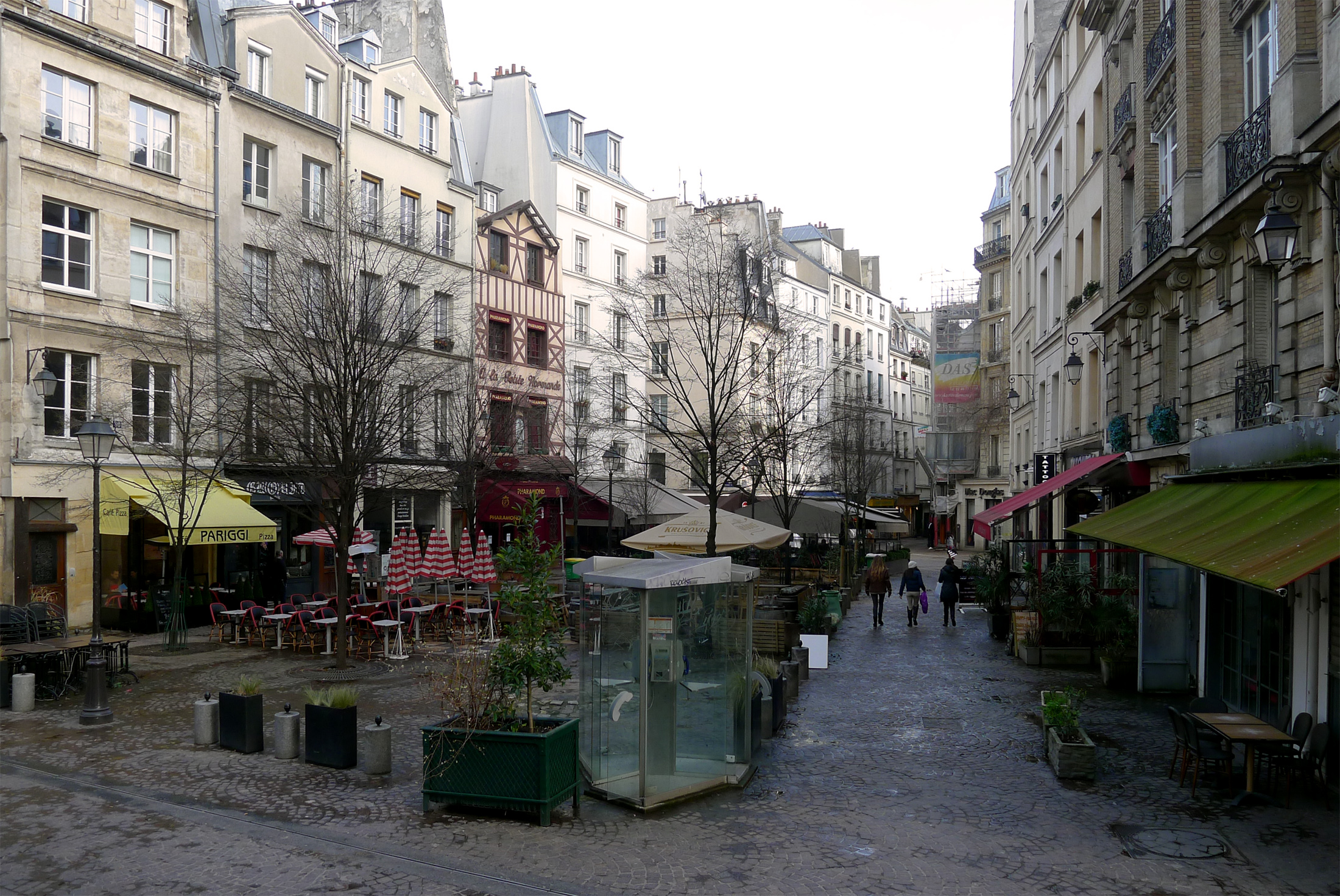
Place formée par le côté des numéros pairs de la « rue de la Grande-Truanderie » (à gauche) et le côté des numéros impairs de la rue de la Petite-Truanderie (à droite).

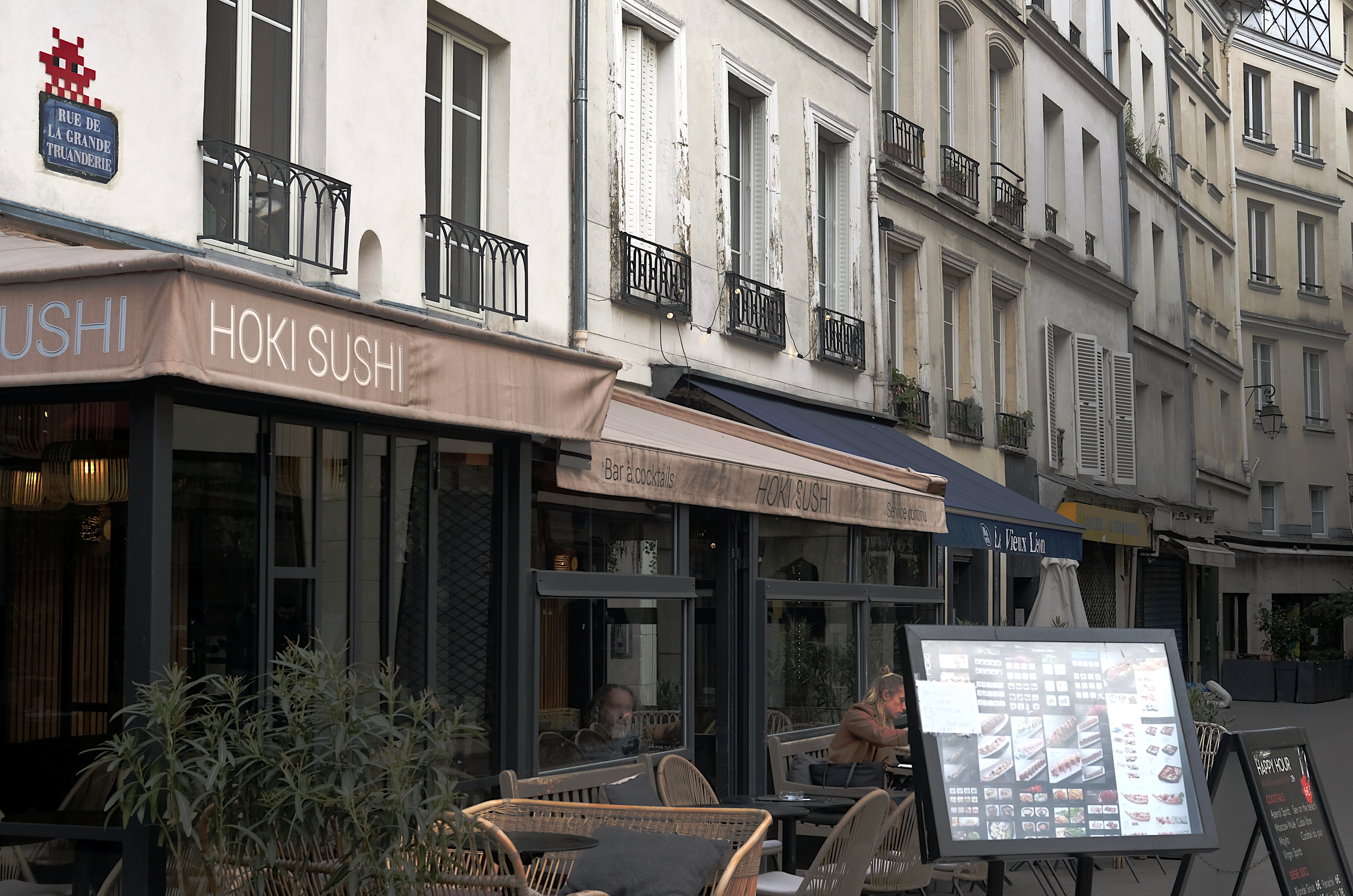
La rue de la Grande-Truanderie à l'angle de la rue Pierre-Lescot.

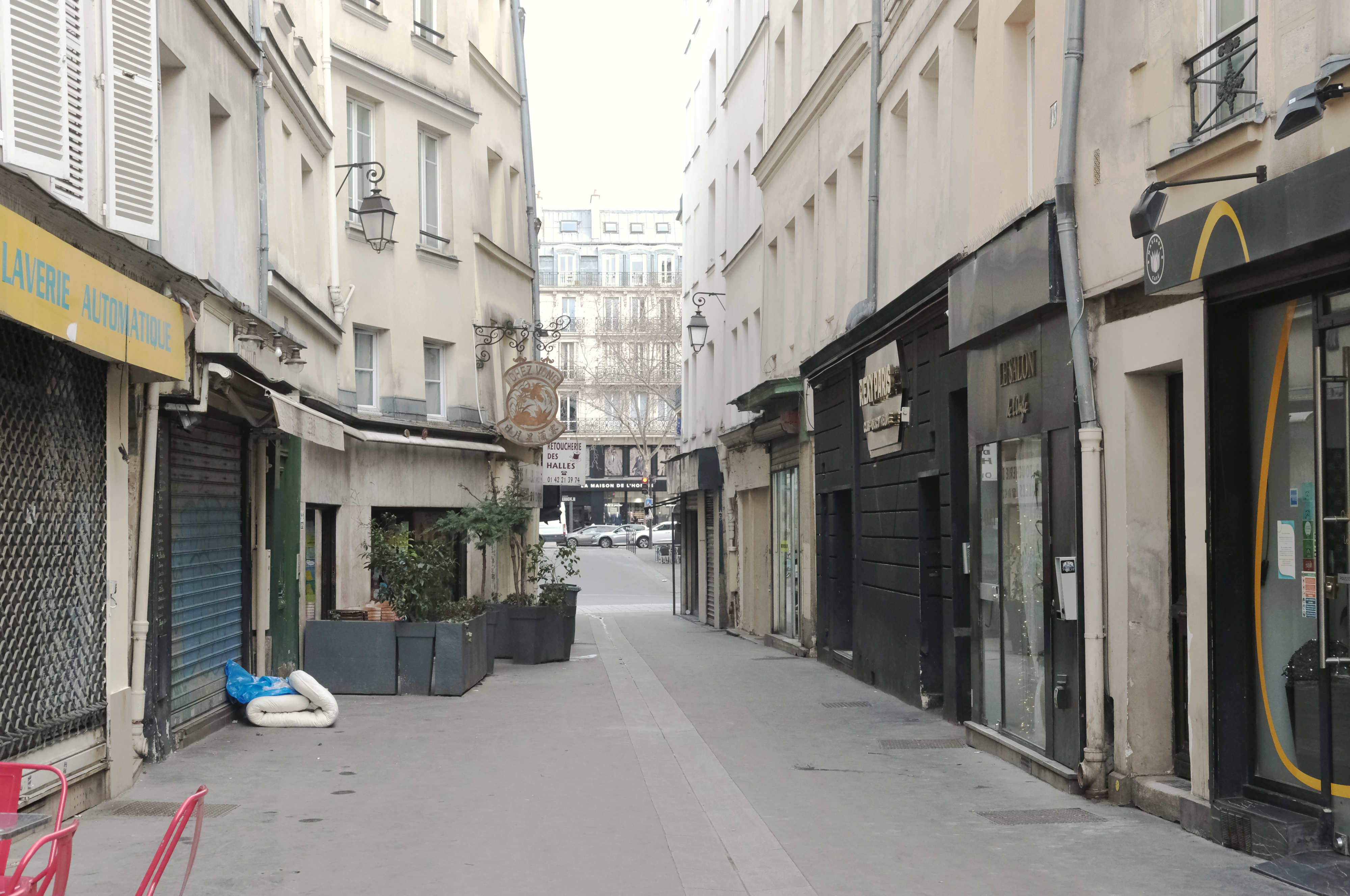
La rue de la Grande-Truanderie en direction du boulevard de Sébastopol.

La rue, qui fait partie du 1er arrondissement quartier des Halles, d'une longueur de 34 mètres, débute au no 55, boulevard de Sébastopol et se termine rue Mondétour. Entre son début au boulevard Sébastopol et la rue Saint-Denis, elle longe l'église Saint-Leu-Saint-Gilles.
Entre la rue Saint-Denis et sa fin au niveau de la rue Mondétour, elle forme le côté nord d'une place triangulaire. Le côté sud de la place est formé par la rue de la Petite-Truanderie, la partie centrale de cette place étant autrefois occupée par des immeubles aujourd'hui détruits. À la jonction des rues Pirouette, Mondétour, de la Petite-Truanderie et de la Grande-Truanderie se trouvait le carrefour de la Tour sur lequel était situé le Puits-d'Amour.
La rue de la Grande-Truanderie est desservie par la ligne 4 à la station de métro Les Halles et par le RER A à la station Châtelet - Les Halles.

## Origine du nom
On ne connaît pas l'origine exacte du nom ; il existe deux hypothèses :
- la première, défendue par Sauval et Cenalis, veut que le nom de « truanderie » viendrait du mot truand qui signifie en vieux langage et en terme populaire « fainéant, vaurien, mendiant, gueux… ». Ceux qui soutiennent cette thèse font remarquer qu'en 1313, cette rue était nommée « la Truanderie » car elle était à l'extrémité nord de Paris, le long des murs de Philippe-Auguste et qu'elle était habitée par des vauriens, des diseurs de bonne aventure, et que c'était une véritable cour des Miracles[1].
- la seconde, défendue par Jaillot, soutient que le nom viendrait de « truage », qui signifie impôts[2]. En effet, il y avait, rue de la Grande-Truanderie, un bureau ou l'on percevait les droits d'entrée des marchandises entrant dans Paris[1].

## Histoire
La rue de la Grande-Truanderie, comme la rue de la Petite-Truanderie, était déjà ouverte en 1250. Son emplacement faisait anciennement partie du petit fief de Thérouanne, dont la moitié environ fut cédée, en 1181, à Philippe-Auguste par Adam, archidiacre de Paris, puis évêque de Thérouanne. L'emplacement qui n'était pas nécessaire à la construction des halles resta à l'évêque et fut bientôt envahi par des marchands de toutes espèces qui firent construire à peu près en même temps, des voies publiques aux abords de ces marchés.
Robert Cenalis, dans son Histoire de France, dédiée en 1555 à Henri II, nomme la rue de la Grande-Truanderie Via Mendicatrix major.[réf. nécessaire]
Elle est citée dans Le Dit des rues de Paris, de Guillot de Paris, sous le nom de « rue de la Grant-Truanderie ».
La rue de la Grande-Truanderie formait l'une des limites du fief de Joigny. Il y avait, rue de la Grande-Truanderie, un bureau où l'on percevait les droits d'entrée des marchandises entrant dans Paris. Au XVIIIe siècle, la rue de la Grande-Truanderie allait jusqu'à la rue Montorgueil.
Elle est citée sous le nom de « rue de la Truanderye » dans un manuscrit de 1636 dont le procès-verbal de visite, en date du 22 avril 1636, indique qu'elle est « orde, boueuse, avec plusieurs taz d'immundices ».
Une décision ministérielle du 28 prairial an IX (17 juin 1801), signée Chaptal, fixe la moindre largeur de cette voie publique à 8 mètres.
En 1817, la rue de la Grande-Truanderie, d'une longueur de 243 mètres, commençait aux nos 163-165, rue Saint-Denis et finissait aux nos 18-20, rue Montorgueil. Elle était située dans l'ancien 5e arrondissement dans le quartier Montorgueil.

Les numéros de la rue étaient rouges. Le dernier numéro impair était le no 61 et le dernier numéro pair était le no 60.
La rue est prolongée jusqu’au boulevard de Sébastopol, lors du percement de celui-ci. Ce prolongement entraine la suppression de la rue Saint-Magloire.
Lors du percement de la rue de Turbigo, les immeubles au nord de la rue et à l'ouest de la rue Mondétour sont reconstruits. Lors du prolongement de la rue Pierre-Lescot, les bâtiments formant l'intersection des rues de la Petite et Grande Truanderie sont détruits. Le reste des maisons comprises entre la rue de la Petite et de la Grande Truanderie est détruit en novembre 1900 pour former la place actuelle. La partie de la rue à l'ouest de la rue Mondétour est supprimée lors de la construction du forum des Halles.

## Bâtiments remarquables et lieux de mémoire
- No 24 : le restaurant Pharamond, dont l'intérieur est inscrit aux M.H.

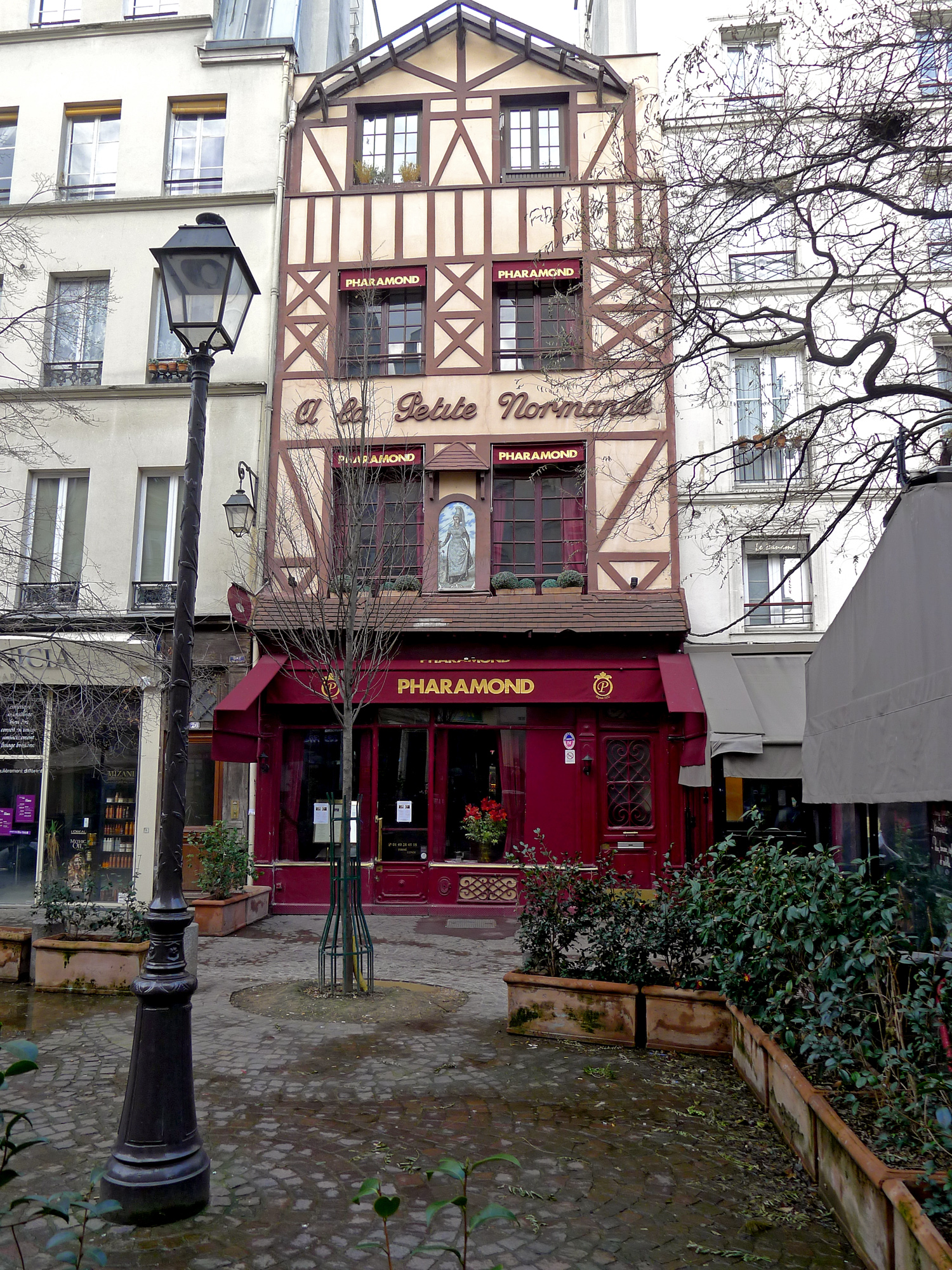
Vue générale.
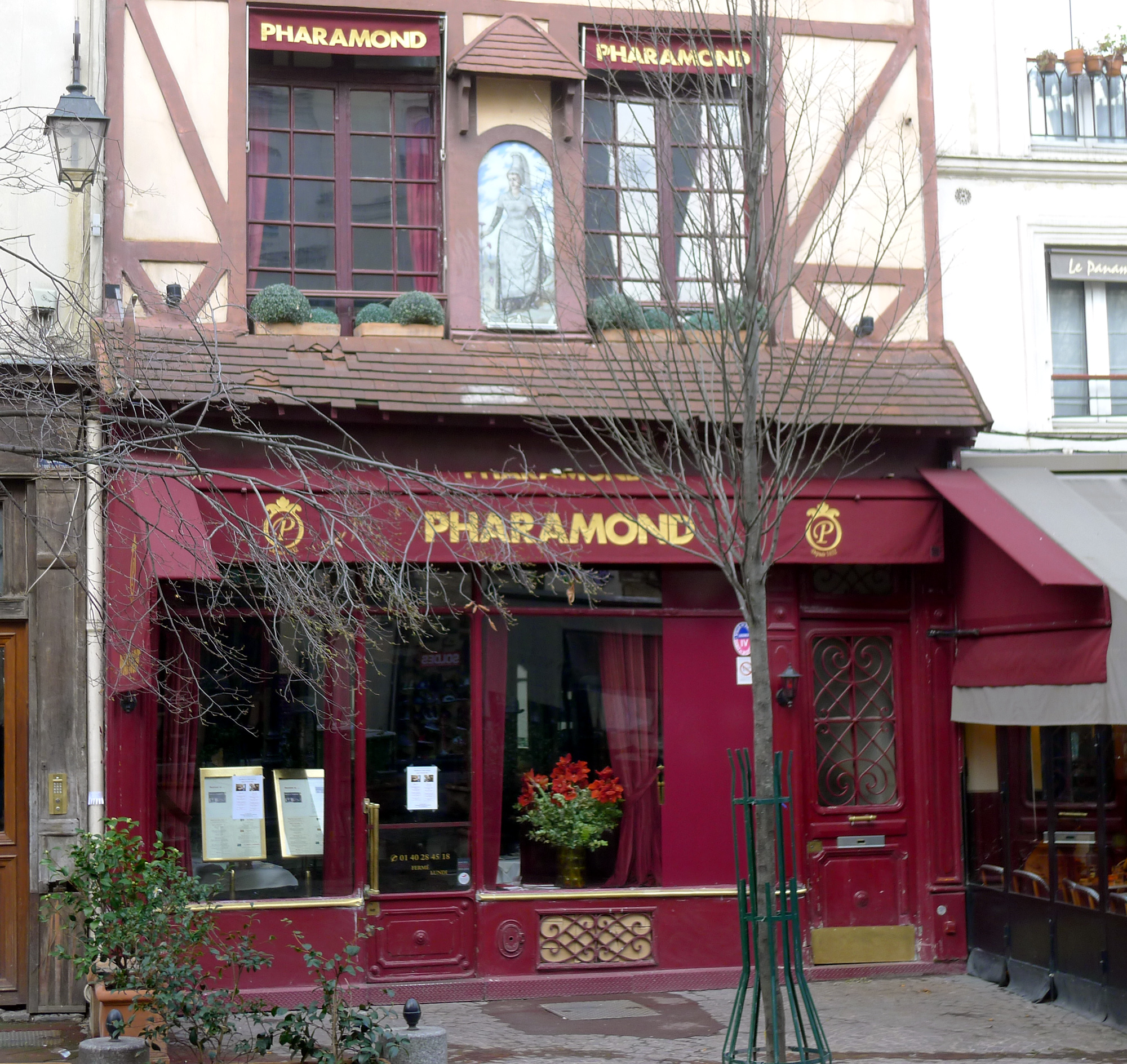
Entrée avec fresque.

- No 32 : c'est à la hauteur de ce bâtiment que le célèbre Gracchus Babeuf fut arrêté en 1797 à la suite de la « conspiration des égaux », puis exécuté[7].

## Pour approfondir